# Центральна сільська рада (Україна)
Центра́льна сільська́ ра́да — орган місцевого самоврядування у Снігурівському районі Миколаївської області. Адміністративний центр — селище Центральне.

## Загальні відомості
- Населення ради: 2 439 осіб (станом на 2001 рік)

## Населені пункти
Сільській раді підпорядковані населені пункти:
- с-ще Центральне
- с. Вавилове
- с-ще Знам'янка
- с. Шмідтове

## Склад ради
Рада складається з 20 депутатів та голови.
- Голова ради: П'яник Анатолій Іванович
- Секретар ради: Сорока Марія Миколаївна

### Керівний склад попередніх скликань
| Прізвище, ім'я, по батькові | Основні відомості                                                         | Дата обрання | Дата звільнення |
| --------------------------- | ------------------------------------------------------------------------- | ------------ | --------------- |
| Іваніна Петро Миколайович   | Сільський голова, 1953 року народження, безпартійний                      | 26.03.2006   | 31.10.2010      |
| П'яник Анатолій Іванович    | Сільський голова, 1962 року народження, освіта вища, член Партії регіонів | 31.10.2010   |                 |

Примітка: таблиця складена за даними сайту Верховної Ради України

### Депутати
За результатами місцевих виборів 2010 року депутатами ради стали:

#### За суб'єктами висування
| Суб'єкт висування | Кількість обраних депутатів | %  |
| ----------------- | --------------------------- | -- |
| Партія регіонів   | 14                          | 70 |
| Самовисування     | 6                           | 30 |

#### За округами
| № округу        | Прізвище, ім'я, по батькові    | Дата визнання обраним | Освіта             | Партійна приналежність | Відомості про обраного депутата                               |
| --------------- | ------------------------------ | --------------------- | ------------------ | ---------------------- | ------------------------------------------------------------- |
| Партія регіонів |                                |                       |                    |                        |                                                               |
| 5               | Борщаговська Людмила Іванівна  | 05.11.2010            | середня спеціальна | член Партії регіонів   | Центральна сільська рада, охоронець                           |
| 6               | Левчук Леонід Володимирович    | 05.11.2010            | середня            | член Партії регіонів   | пенсіонер                                                     |
| 7               | Прокопенко Людмила Василівна   | 05.11.2010            | вища               | член Партії регіонів   | Центральна загальноосвітня школа І-ІІІ ст., вчитель           |
| 8               | Сорока Марія Миколаївна        | 05.11.2010            | середня спеціальна | член Партії регіонів   | Центральна сільська рада, секретар виконкому                  |
| 9               | Ткачук Оксана Іванівна         | 05.11.2010            | вища               | член Партії регіонів   | Центральна загальноосвітня школа І-ІІІ ст., вчитель           |
| 10              | Лисенко Віктор Сергійович      | 05.11.2010            | середня спеціальна | член Партії регіонів   | одноосібник                                                   |
| 11              | Ігнатенко Надія Андріївна      | 05.11.2010            | середня спеціальна | член Партії регіонів   | тимчасово не працює                                           |
| 12              | Коптєва Світлана Миколаївна    | 05.11.2010            | середня спеціальна | член Партії регіонів   | поштове відділення зв'язку, завідувачка                       |
| 13              | Сагайдак Леонід Михайлович     | 05.11.2010            | середня            | член Партії регіонів   | пенсіонер                                                     |
| 14              | Гавва Василь Іванович          | 05.11.2010            | вища               | член Партії регіонів   | ПОС "Дружба"Т, бригадир тракторної бригади                    |
| 15              | Мазурик Алла Петрівна          | 05.11.2010            | середня            | член Партії регіонів   | Центральний ДНЗ, няня                                         |
| 18              | Гайчва Лариса Анатоліївнае     | 05.11.2010            | вища               | член Партії регіонів   | Центральна загальноосвітня школа І-ІІІ ст., вчитель           |
| 19              | Ханкішиєва Олена Григорівна    | 05.11.2010            | вища               | член Партії регіонів   | Центральна загальноосвітня школа І-ІІІ ст., вчитель           |
| 20              | Канівець Марія Ярославівна     | 05.11.2010            | вища               | член Партії регіонів   | Вавилівська загальноосвітня школа І ст., директор             |
| Самовисування   |                                |                       |                    |                        |                                                               |
| 1               | Ступницький Валерій Вікторович | 05.11.2010            | середня            | позапартійний          | Снігурівська ВК № 5, молодший інспектор відділу охорони       |
| 2               | Михайленко Світлана Дмитрівна  | 05.11.2010            | середня            | позапартійна           | Центральна сільська рада, інспектор у справах сім'ї та молоді |
| 3               | Кравчук Лариса Василівна       | 05.11.2010            | середня спеціальна | позапартійна           | Центральна загальноосвітня школа І-ІІІ ст., двірник           |
| 4               | Новак Наталія Володимирівна    | 05.11.2010            | середня спеціальна | позапартійна           | Центральна сільська рада, бухгалтер                           |
| 16              | Тарнавська Ірина Василівна     | 05.11.2010            | вища               | позапартійна           | Центральна сільська рада, соціальний працівник                |
| 17              | Кравченко В'ячеслав Вікторович | 05.11.2010            | вища               | позапартійний          | ф/г "В"ЕСТА, голова                                           |